# پتر فونهوف
پتر فونهوف (ایتالیایی: Peter Vonhof؛ زادهٔ ۱۵ ژانویهٔ ۱۹۴۹) دوچرخه‌سوار اهل آلمان است.
وی در مسابقات کشوری و بین‌المللی در مجموع برندهٔ ۲ مدال طلا شده‌است.